# Jargeau
Jargeau je francouzská obec v departementu Loiret v regionu Centre-Val de Loire. V roce 2012 zde žilo 4 479 obyvatel. Leží na levém břehu řeky Loiry. Je centrem kantonu Jargeau.

## Sousední obce
Bou, Darvoy, Férolles, Ouvrouer-les-Champs, Mardié, Saint-Denis-de-l'Hôtel, Sandillon

## Vývoj počtu obyvatel
Počet obyvatel